# Vstiš
Vstiš är en ort i Tjeckien.   Den ligger i regionen Plzeň, i den västra delen av landet, 100 km sydväst om huvudstaden Prag. Vstiš ligger 332 meter över havet och antalet invånare är 401.
Terrängen runt Vstiš är huvudsakligen platt. Vstiš ligger nere i en dal. Runt Vstiš är det ganska tätbefolkat, med 104 invånare per kvadratkilometer. Närmaste större samhälle är Plzeň, 14,7 km nordost om Vstiš. I omgivningarna runt Vstiš växer i huvudsak blandskog.